# Ионова, Мария Николаевна
Мария Николаевна Ионова (укр. Марія Миколаївна Іонова; род. 31 мая 1978, Киев) — украинский политик, народный депутат Украины VII, VIII, IX созывов.

## Образование
Киевский национальный экономический университет, финансово-экономический факультет (1995—2000), магистр страхового менеджмента, Международный научно-технический университет, магистр международной экономики.

## Карьера
С 1999 года — менеджер представительства фирмы «Апифарм ЮК Лтд» на Украине. С декабря 2001 года — заместитель директора по внешнеэкономической деятельности ООО «БМ-2000».
С 2001 по март 2005 года — субъект предпринимательской деятельности.
С сентября 2003 по декабрь 2005 года — помощник народного депутата Украины на общественных началах.
В мае 2005 года стала консультантом Президента Украины, в декабрь 2005 — августе 2006 — главный консультант организационно-протокольного отдела Службы Государственного Протокола и Церемониала Секретариата Президента Украины.
С сентября 2006 по февраль 2008 года — слушатель Национальной академии государственного управления при Президенте Украины.
С августа 2008 года — старший консультант организационно-протокольного отдела Службы Государственного Протокола и Церемониала Секретариата Президента Украины.
Народный депутат Украины 7-го созыва с 12 декабря 2012 года от партии «УДАР (Украинский демократический альянс за реформы) Виталия Кличко», № 16 в списке. На время выборов: заместитель председателя Центрального исполнительного комитета по проектам и программ международного сотрудничества партии «УДАР Виталия Кличко», член партии «УДАР (Украинский демократический альянс за реформы) Виталия Кличко». Член фракции ПП «УДАР (Украинский демократический альянс за реформы) Виталия Кличко» (с 12 декабря 2012). Председатель подкомитета по вопросам законодательного обеспечения охраны материнства и детства, репродуктивного здоровья Комитета по вопросам здравоохранения (с декабря 2012).
Депутат Киевского горсовета от Блока Виталия Кличко (2008—2012).
Государственный служащий 5-го ранга (июль 2005).
25 декабря 2018 года включена в список украинских физических лиц, против которых российским правительством введены санкции.

## Семья
Муж Василик Мирон Теодорович (1962), дочь София (2007).